# Sárgacsőrű nyűvágó
A sárgacsőrű nyűvágó (Buphagus africanus) a madarak (Aves) osztályának verébalakúak (Passeriformes) rendjébe, ezen belül a nyűvágófélék (Buphagidae) családjába tartozó faj.
Nemének a típusfaja.

## Előfordulása
A sárgacsőrű nyűvágó előfordulási területe a Szaharától délre lévő térségek, Szenegáltól egészen Szudánig. Afrika keleti részén ritkább, mint rokona a vöröscsőrű nyűvágó (Buphagus erythrorhynchus), azonban ott ahol mindkét madár megtalálható, a sárgacsőrű faj a dominánsabb.

## Alfajai
- Buphagus africanus africanus
- Buphagus africanus langi

## Megjelenése
A fej-testhossza 20 centiméter. A feje és háti része olajbarna, a torkától a hasáig világosbarna vagy sárgásbarna, míg a farokalatti része ennél is világosabb árnyalatú. A szürke lábai erősek. A felnőtt csőrének töve sárga, a vége vörös; míg a fiatalé egészben barna színű. Röpte erőteljes és egyenes. Sziszegő és károgó hangokat hallat.

## Életmódja
A szavannák egyik madara. Nyűvágóként a szavanna nagytestű patás emlősein, vagy azok közelében él. Az állatok élősködő ízeltlábúival táplálkozik. Gyakran antilopokon, mint például a csíkos gnún (Connochaetes taurinus) is látható. Egy felnőtt madár naponta, akár 100 nőstény Boophilus decoloratus kullancsot (Ixodidae), vagy 13 ezer lárvát szed össze. Azonban a legkedveltebb tápláléka a vér; ezt megkapja a jól táplált kullancsokból, de az emlősök sebeiből is, melyeket folyton csipeget. Az emlősállatok megtűrik ezt a viselkedését.

## Szaporodása
A fészkét faodvakba készíti és emlősök szőrzetével béleli ki. A fészekalj általában 2-3 tojásból áll. A szaporodási időszakon kívül nagy és hangos csapatokba verődik. A nem költő madarak gyakran gazdaállataikon pihennek.

## Képek

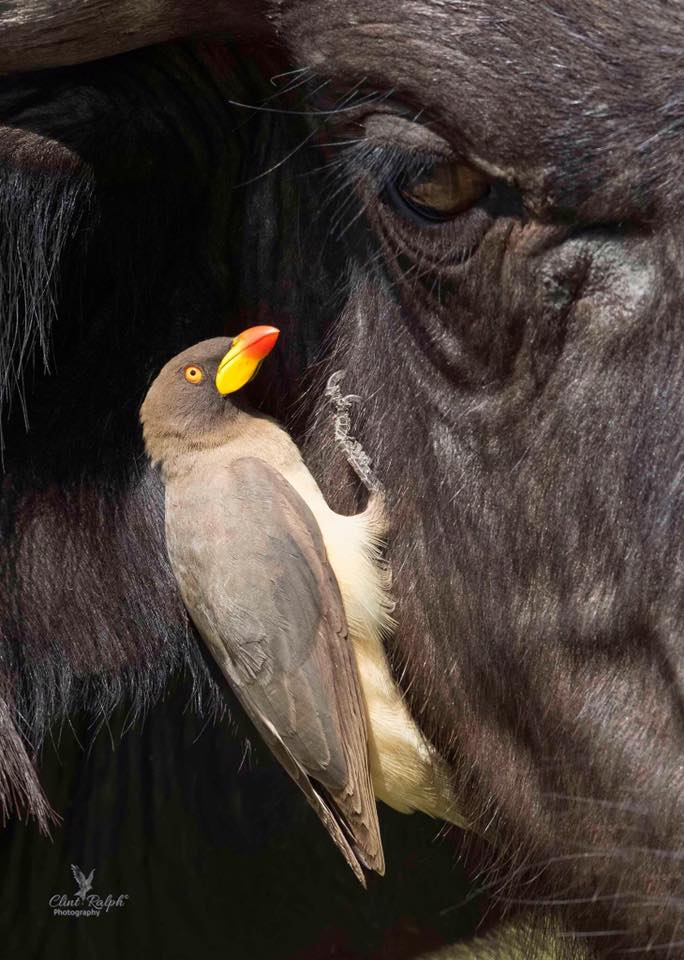
A madár
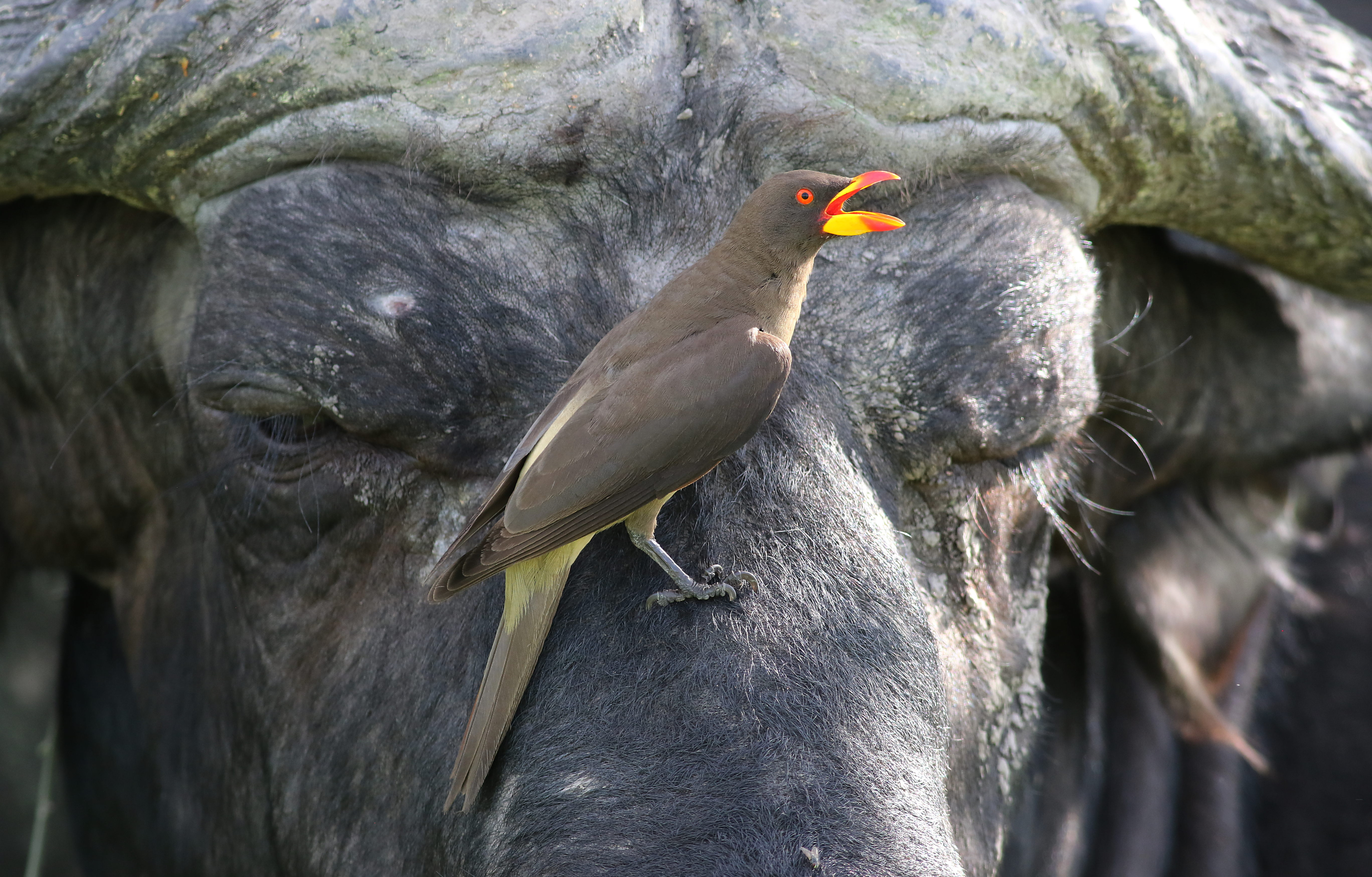
kafferbivalyon,
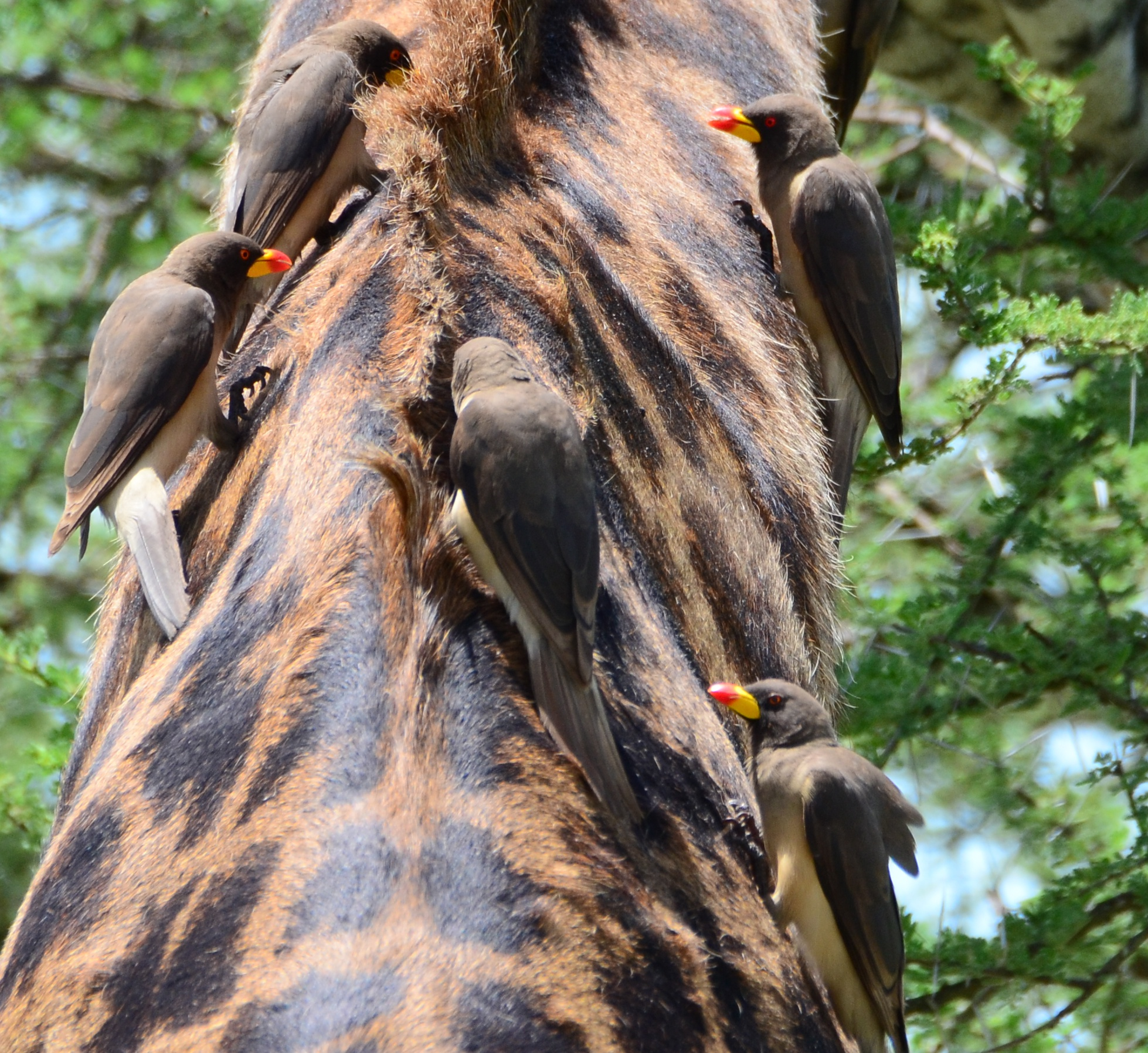
zsiráfon és
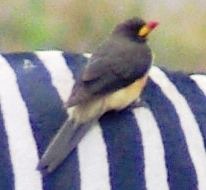
zebrán

### Fordítás
- Ez a szócikk részben vagy egészben  a   Yellow-billed oxpecker című angol Wikipédia-szócikk ezen változatának fordításán alapul.  Az eredeti cikk szerkesztőit annak laptörténete sorolja fel. Ez a jelzés csupán a megfogalmazás eredetét és a szerzői jogokat jelzi, nem szolgál a cikkben szereplő információk forrásmegjelöléseként.